# Park Narodowy Barranyi
Park Narodowy Barranyi, (Barranyi (North Island) National Park) – park narodowy utworzony w roku 1991, położony na wyspie o nazwie Barranyi North Island w zatoce Karpentaria, należącej do Terytorium Północnego w Australii.
Głównym zadaniem parku, jest ochrona tradycji i kultury Aborygenów. Wyspa należy do aborygeńskiego plemienia Yanyuwa.